# توماس سوروم
توماس سوروم (بالنرويجية البوكمول: Thomas Sørum)‏ هو لاعب كرة قدم نرويجي في مركز الهجوم، ولد في 17 نوفمبر 1982 في درامن في النرويج. شارك مع منتخب النرويج تحت 17 سنة لكرة القدم ومنتخب النرويج لكرة القدم. أما مع النوادي، فقد لعب مع نادي سترومسغودست لكرة القدم ونادي سترومسغودست ونادي هاوغسوند ونادي هلسينغبورغ.

## وصلات خارجية
- توماس سوروم على موقع اتحاد النرويج (النرويجية)
- توماس سوروم على موقع اتحاد السويد (السويدية)
- توماس سوروم على موقع قاعدة بيانات كرة القدم.إي يو (الإنجليزية)
- توماس سوروم على موقع ناشيونال فوتبول تيمز (الإنجليزية)
- توماس سوروم على موقع Soccerway.com (الإنجليزية)
- توماس سوروم على موقع AS.com (الإسبانية)